# Neoleria ruficauda
Neoleria ruficauda är en tvåvingeart som först beskrevs av Zetterstedt 1847.  Neoleria ruficauda ingår i släktet Neoleria och familjen myllflugor. Arten är reproducerande i Sverige. Inga underarter finns listade i Catalogue of Life.

## Bildgalleri

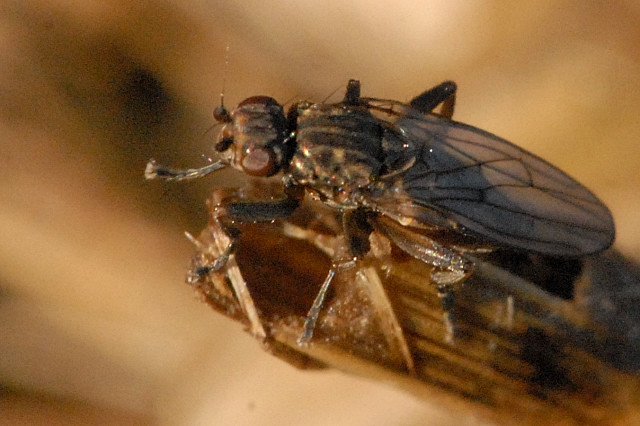
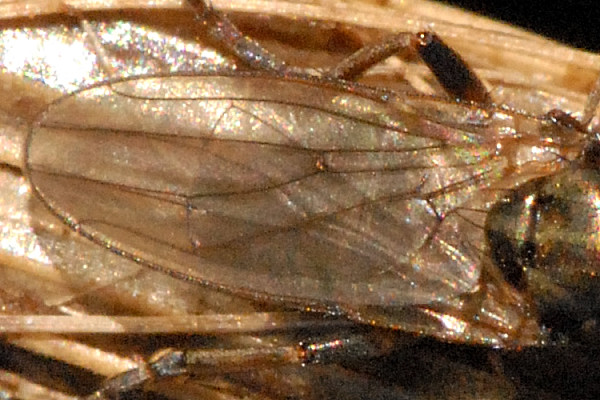